# بهشت (فیلم ۲۰۱۳)
بهشت (انگلیسی: Paradise) یا پردیس فیلمی در ژانر کمدی-درام به کارگردانی دیابلو کودی است که در سال ۲۰۱۳ منتشر شد.